# Zygmunt Kaletka
Zygmunt Kaletka (ur. 4 kwietnia 1895 w Wielichowie, zm. 28 maja 1920 w Kurzeńcu) – podporucznik saperów Wojska Polskiego, powstaniec wielkopolski i uczestnik wojny polsko-bolszewickiej.

## Życiorys
Był jednym z czterech synów Marcina i Antoniny z domu Gryglewicz. Ojciec był nauczycielem, który po odzyskaniu przez Polskę niepodległości został mianowany kierownikiem Szkoły Powszechnej w Wielichowie. Zygmunt uczył się najpierw w miejscowej szkole powszechnej, potem w Gimnazjum Państwowym w Nakle nad Notecią. Kolejny etap jego edukacji – studia ekonomiczne na Uniwersytecie w Poznaniu przerwało powołanie do armii niemieckiej w 1915 r. Służył w różnych jednostkach saperów na froncie zachodnim, a w 1918 r. odniósł ranę prawej nogi i trafił do szpitala wojskowego. Po zakończeniu wojny wrócił do rodzinnego Wielichowa. Wkrótce potem złożył egzamin oficerski i został mianowany na stopień podporucznika Armii Wielkopolskiej. Wstąpił do I Batalionu Saperów Wielkopolskich, z którym został skierowany na północny odcinek frontu powstania wielkopolskiego w rejonie Noteci.
Po zjednoczeniu Armii Wielkopolskiej z Wojskiem Polskim został przeniesiony do 17 Batalionu Saperów Wielkopolskich na stanowisko dowódcy 1. kompanii. W maju 1920 r. batalion ten walczył w ramach 17 Dywizji Piechoty w obronie linii kolejowej Mołodeczno-Królewszczyzna. 27 maja jednostka zdobyła wieś Koniuchy, a w następnym dniu umocnioną przez bolszewików wieś Kowale. Ciężko ranny w tej walce podporucznik Kaletka zmarł wieczorem w szpitalu polowym. Następnego dnia został pochowany z honorami wojskowymi na miejscowym cmentarzu. 8 listopada 1920 ciało zostało sprowadzone do rodzinnego Wielichowa i tam pochowane na cmentarzu parafialnym.
19 stycznia 1921 został pośmiertnie zatwierdzony z dniem 1 kwietnia 1920 w stopniu porucznika, w inżynierii i saperach, w grupie oficerów byłej armii niemieckiej.
Dekretem z dnia 4 sierpnia 1922 został odznaczony pośmiertnie Krzyżem Srebrnym Orderu Virtuti Militari nr 5542.

## Życie prywatne
Jego bratem był Adam Henryk Kaletka.